# Harry Cook
Pour les articles homonymes, voir Cook et Harry Cook (homonymie).
Harry Cook a été le président du St Helens RLFC dans les années 1950, 1960 et 1970.

## Biographie
Arrivé au club durant la Seconde Guerre mondiale, il aide le club dans son organisation de ses équipes de jeunes et du recrutement, avant de se pencher sur l'équipe professionnelle. Il entre ensuite quand le conseil d'administration du club puis prend le club en main, poste qu'il tient pendant vingt-quatre années.
Sous sa présidence, le club remporte cinq championnats d'Angleterre (1953, 1959, 1966, 1970 et 1972), quatre coupes d'Angleterre (1956, 1961, 1966 et 1972) ainsi que huit coupes du Lancashire et sept championnats de Lancashire.
Cette vie dédiée au club lui permet d'être admis au temple de la renommée du club.